# Slide Hampton
Locksley Werlington Hampton, conocido como Slide Hampton, (Jeannette, Pensilvania, 21 de abril de 1932-Orange, Nueva Jersey, 18 de noviembre de 2021) fue un trombonista y arreglista estadounidense.
Comenzó su carrera profesional en la orquesta de su hermano Duke, pasando después por diversas big bands, entre ellas las de Lionel Hampton (1956 - 1957) y Dizzy Gillespie (1957- 1960), de la que fue arreglista. En 1968 se instala en Europa (Berlín y, más tarde, París), tocando con un gran número de jazzmen en gira: Woody Herman, Art Blakey, Thad Jones, Clark Terry...
En los años 1980 forma parte del grupo Paris Reunion Band, con Woody Shaw, Johnny Griffin y Kenny Drew. Fue ganador de un Grammy en 1998 como Mejor arreglo para acompañamiento vocal por su trabajo en "Cotton Tail" , de Dee Dee Bridgewater. Consiguió otro Grammy en 2005, como Mejor álbum de jazz de grupo,  por "The Way: Music of Slide Hampton by The Vanguard Jazz Orchestra", siendo nominado también en 2006 por su arreglo de "Stardust" para la Dizzy Gillespie All-Star Big Band.
Su estilo era elegante en el fraseo y de sonido suave, con mucha influencia del de J. J. Johnson.